# Gholam Reza Takhti
Gholam Reza Takhti (in persiano غلامرضا تختی‎; Teheran, 27 agosto 1930 – Teheran, 7 gennaio 1968) è stato un lottatore iraniano. È elencato nella Hall of fame della Federazione internazionale delle lotte associate.

## Biografia
Specialista della lotta libera, partecipò a quattro edizioni dei giochi olimpici (1952, 1956, 1960 e 1964) conquistando complessivamente tre medaglie.
Ufficialmente Takhti si è suicidato, ma molte fonti menzionano teorie che sia stato assassinato per le sue attività politiche.

## Palmarès
Olimpiadi
- 3 medaglie:
  - 1 oro (87 kg a Melbourne 1956)
  - 2 argenti (79 kg a Helsinki 1952, 87 kg a Roma 1960)

Mondiali
- 4 medaglie:
  - 2 ori (87 kg a Teheran 1959, 87 kg a Yokohama 1961)
  - 2 argenti (79 kg a Helsinki 1951, 97 kg a Toledo 1962)

Giochi asiatici
- 1 medaglia:
  - 1 oro (87 kg a Tokyo 1958)